# 船橋東照宮

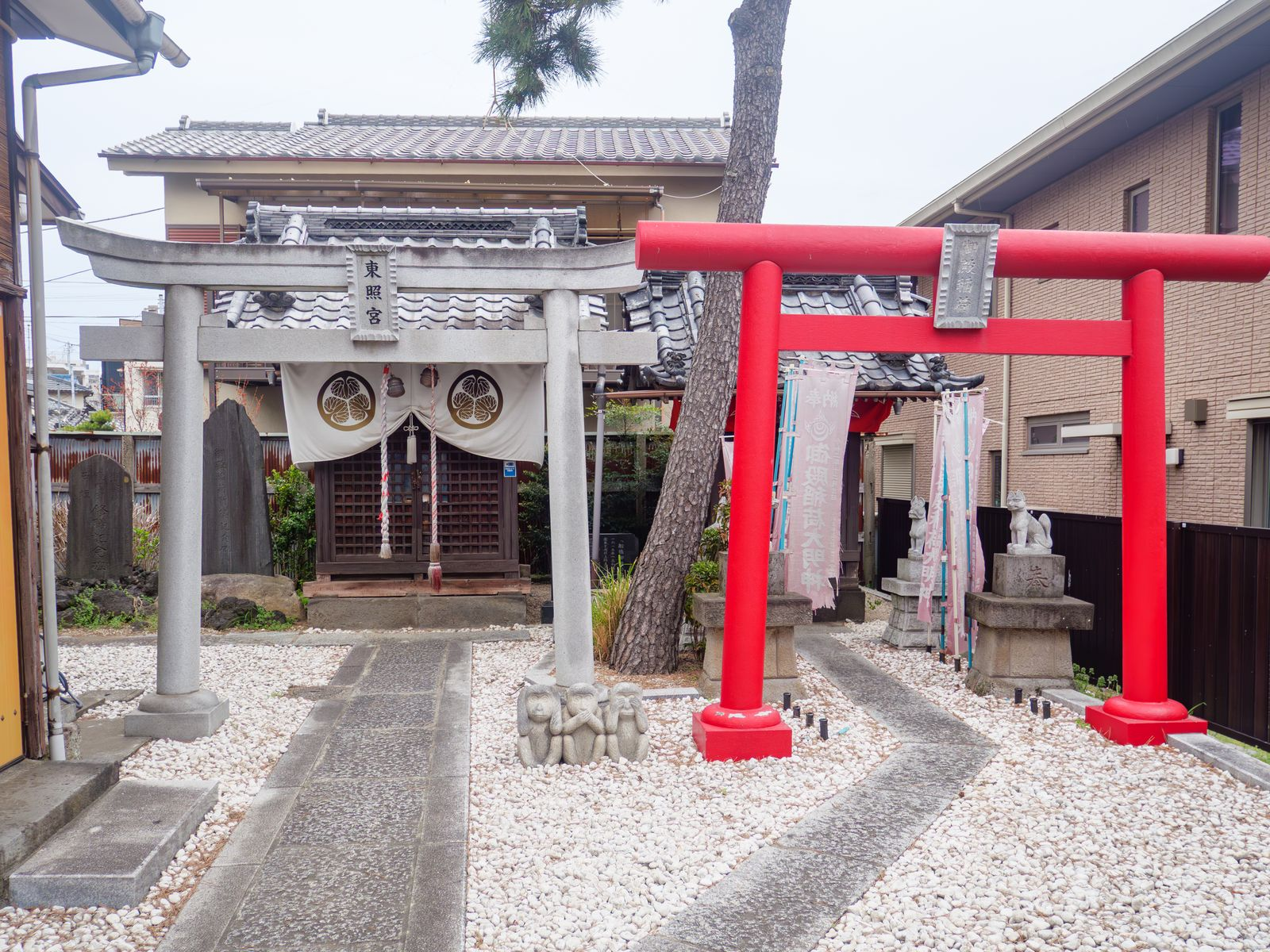
境内

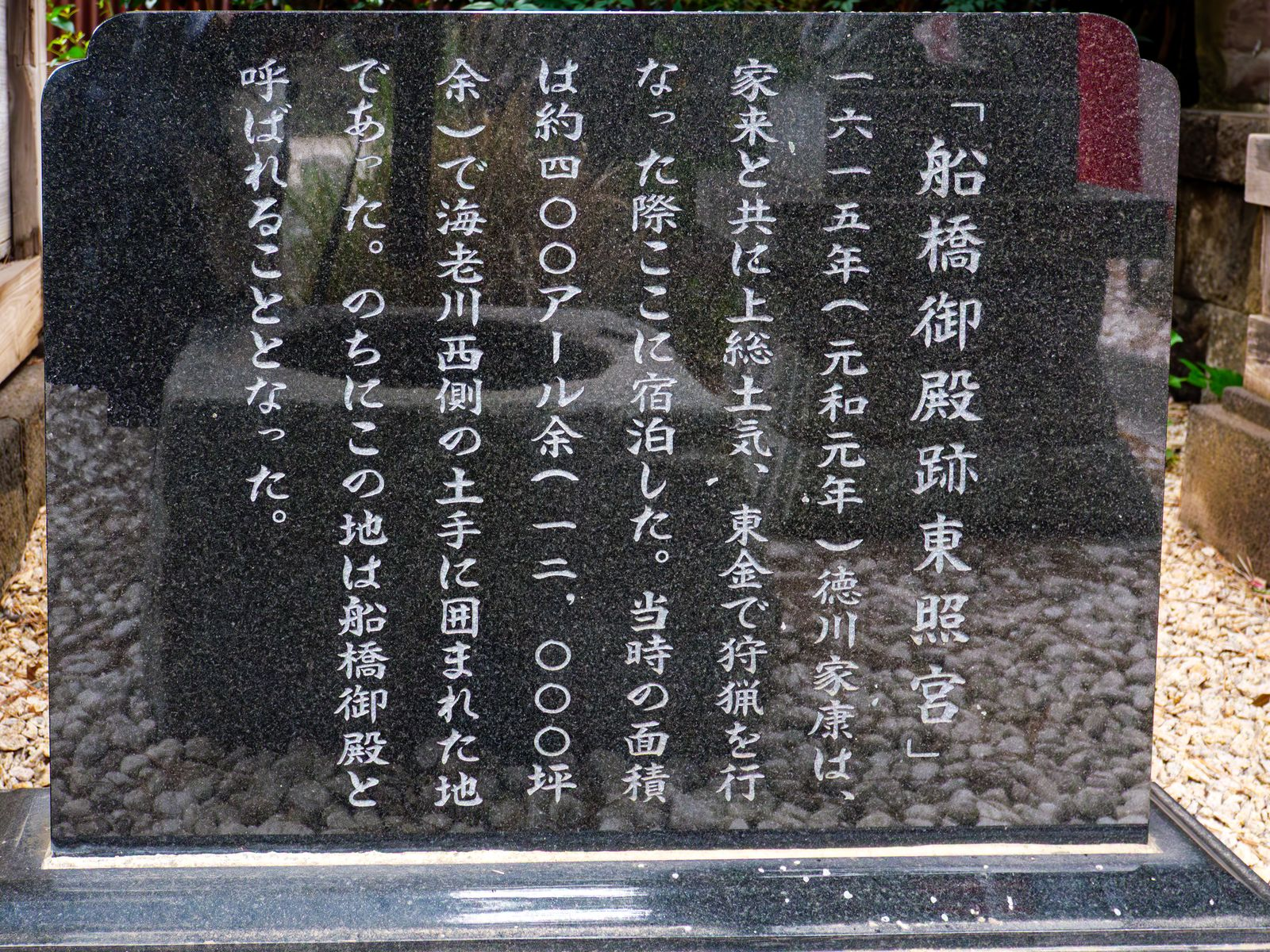
船橋御殿跡東照宮碑文

船橋東照宮（ふなばしとうしょうぐう）は、千葉県船橋市本町にある神社である。現在は小さな祠が残るのみであり、「日本一小さい東照宮」の異名を持つ。

## 祭神
- 東照大権現（徳川家康）

## 由緒
この東照宮は、慶長17年（1612年）に家康の命を受け、伊奈忠政が建てたとされる船橋御殿の跡地に船橋大神宮の富氏が貞享年間（1684年～1687年）に建立したものであると言われている。現在の建物は1857年に再建、1927年に修繕されたものである。